# Sèrbia i Montenegro al Festival de la Cançó d'Eurovisió
Sèrbia i Montenegro va ser un país balcànic que va participar en el Festival de la Cançó d'Eurovisió en dues ocasions des de 2004. En va obtenir posicions dins del TOP-10 en la final: el segon lloc del serbi Željko Joksimović en 2004, i el setè lloc dels montenegrins No Name en 2005. Després del referèndum d'independència de Montenegro del 2006, Sèrbia i Montenegro han participat en el concurs com a entitats separades, fent el seu debut independent el 2007.

## Història
Sèrbia i Montenegro van començar la seva participació en el Festival de la Cançó d'Eurovisió com a part de la República de Iugoslàvia, que va participar 27 vegades entre 1961 i 1992. En general, les cançons de Iugoslàvia acabaven a la meitat de les taules de resultats. No obstant això, va haver-hi ocasions en què va tenir un millor acompliment: va tenir tres quartes posicions i, fins i tot, va guanyar el Festival d'Eurovisió de 1989 amb el grup Riva i «Rock Me». No obstant això, la banda no venia de Sèrbia sinó de Croàcia; per tant, el Festival de la Cançó d'Eurovisió 1990 no va tenir lloc a Belgrad (la capital federal), sinó a Zagreb.
Després de la desintegració de Iugoslàvia el 1992, els nous estats es van integrar al Festival de la Cançó d'Eurovisió de manera independent. Eslovènia, Croàcia i Bòsnia i Hercegovina van fer el seu debut al Festival de la Cançó d'Eurovisió 1993, mentre que l'Antiga República Iugoslava de Macedònia (actual Macedònia del Nord) ho va fer en 1998. Sèrbia ho va fer en 2004, juntament amb Montenegro quan va canviar la descripció de la República Federal de Iugoslàvia a la confederació de Sèrbia i Montenegro.
Sèrbia i Montenegro va tenir un bon debut amb la cançó «Lane Moje» del cantant serbi Željko Joksimović. En aquesta ocasió, van aconseguir classificar-se per a la final i quedar en segon lloc, només darrere de Ruslana i «Wild Dances». L'èxit de la cançó va assegurar un lloc per a Sèrbia i Montenegro en la final del 2005, quan la banda montenegrina No Name va obtenir el setè lloc.
L'any 2005 l'estructura d'Evropesma va ser modificada. El 2004 va haver-hi una final nacional amb quatre candidats seleccionats en la preselecció sèrbia, Beovizija, mentre que els altres candidats van ser seleccionats directament. No obstant això, el 2005, els montenegrins van organitzar la seva pròpia final, Montevizija, els primers dotze llocs de la qual competirien contra els dotze millors de Beovizija per triar el representant en Eurovisió. El sistema de puntuació també va haver de ser canviat. El televoto no serviria com a mètode de selecció, ja que Sèrbia té una població molt més gran que Montenegro, per tant tindria més influència. Tenint això present, el televot només va constituir 1/9 de la nota final dels artistes, mentre que els altres 8/9 estaven en mans de jutges de tots dos països, quatre de Sèrbia i quatre de Montenegro. Encara que aquest arranjament va semblar estable i just al principi, en la pràctica va resultar ser ineficaç, ja que es va generar disconformitat en ambdues nacions quan els jutges montenegrins no van donar cap punt als artistes serbis, mentre que els jutges serbis sí que van donar punts als montenegrins. El resultat va ser que Jelena Presašević, sèrbia i la favorita del públic amb "Jutro", va perdre davant el grup montenegrino No Name. Conjuminat a això, primer es va anunciar que la banda havia guanyat el televot, encara que més endavant es van donar indicis que aquest havia estat manipulat. Al final, No Name va representar Sèrbia i Montenegro al Festival de la Cançó d'Eurovisió amb "Zauvijek Moja". El grup va aconseguir reunir 137 punts.
A causa del bon resultat de No Name, Sèrbia i Montenegro tenien un lloc assegurat en la final del 2006. Igual que l'any anterior, el procés de selecció en Evropesma va donar problemes. Els jutges montenegrins van tornar a donar-li tots els seus punts als seus connacionals, de manera que van bloquejar les oportunitats sèrbies. Al final de l'edició, No Name va ser anunciat com el guanyador, una vegada més, però en aquesta ocasió no va guanyar en el televot. La situació del moment va provocar grans protestes per part dels serbis, de tal manera que al moment d'acabar l'espectacle l'auditori estava pràcticament buit. El públic que quedava va esbroncar al grup No Name quan aquests van ser anunciats com a guanyadors, fet que va provocar que es neguessin a cantar la seva cançó "Moja Ljubavi" al final. El grup serbi Flamingosi, que va quedar en segon lloc, va haver de sortir a l'escenari per tancar el programa. La radiodifusora RTS es va negar a reconèixer No Name com el guanyador i, per tant, no volgué enviar-los. Així, RTS va dissenyar una nova proposta amb deu candidats per a una nova final, però aquesta no va ser acceptada per RTCG. Per als montenegrins, una nova edició d'Evropesma, el guanyador de la qual seria seleccionat només per televot, era una causa perduda. Ambdues televisores no van aconseguir arribar a un acord i van decidir retirar-se de la competència a Atenes. El 20 de març del 2006, el país va fer oficial la seva retirada i, encara que segons les normes de la UER ja havia passat la data per poder-ho fer, tots dos països van retenir el seu dret a emetre televots en la semifinal i en la final.
El 21 de maig de 2006, un dia després del Festival de la Cançó d'Eurovisió, es va decidir per mitjà d'un referèndum que Montenegro seria independent. El 3 de juny, es va declarar la independència i el final de la confederació de Sèrbia i Montenegro. D'aquesta manera, en 2007, Sèrbia i Montenegro es van presentar com a països independents. Montenegro només va aconseguir el 23è lloc en la semifinal i, per tant, no es va classificar. D'altra banda, Sèrbia sí que va tenir èxit; Marija Šerifović va obtenir el 1r lloc de la semifinal amb molt avantatge, i va ser declarada com a vencedora l'endemà passat, durant la final. Sèrbia és el segon país en la història d'Eurovisió que obté la victòria l'any del seu debut. Serbian ballad wins at Eurovision A causa d'aquesta victòria, el Festival de la Cançó d'Eurovisió 2008 va tenir lloc a Belgrad.

## Participacions
Llegenda
| Any  | Seu      | Artista           | Cançó           | Final                              | Punts                              | Semifinal                | Punts                    |
| ---- | -------- | ----------------- | --------------- | ---------------------------------- | ---------------------------------- | ------------------------ | ------------------------ |
| 2004 | Istanbul | Željko Joksimović | «Lane Moje»     | 2                                  | 263                                | 1                        | 263                      |
| 2005 | Kíev     | No Name           | «Zauvijek Moja» | 7                                  | 137                                | Top 12 de l'any anterior | Top 12 de l'any anterior |
| 2006 | Atenes   | No Name           | «Moja Ljubavi»  | Retirat, encara que va poder votar | Retirat, encara que va poder votar | Top 10 de l'any anterior | Top 10 de l'any anterior |

El 1992 el país es va presentar sota el nom de Iugoslàvia, però l'àrea representada era la de Sèrbia i Montenegro.
En 2006, a causa de la polèmica creada per l'elecció del representant i després de no arribar a cap acord amb aquest, la televisió pública va decidir retirar-se de l'edició. Així i tot, la UER els va permetre votar en la final. Durant les votacions, la portaveu va dir "com saben, aquest any no enviem cançó. Però, l'any següent, els donarem la millor", comentari considerat profètic, ja que, en 2007, Sèrbia (en el seu debut com a país independent) i va guanyar el Festival.

## Galeria d'Imatges

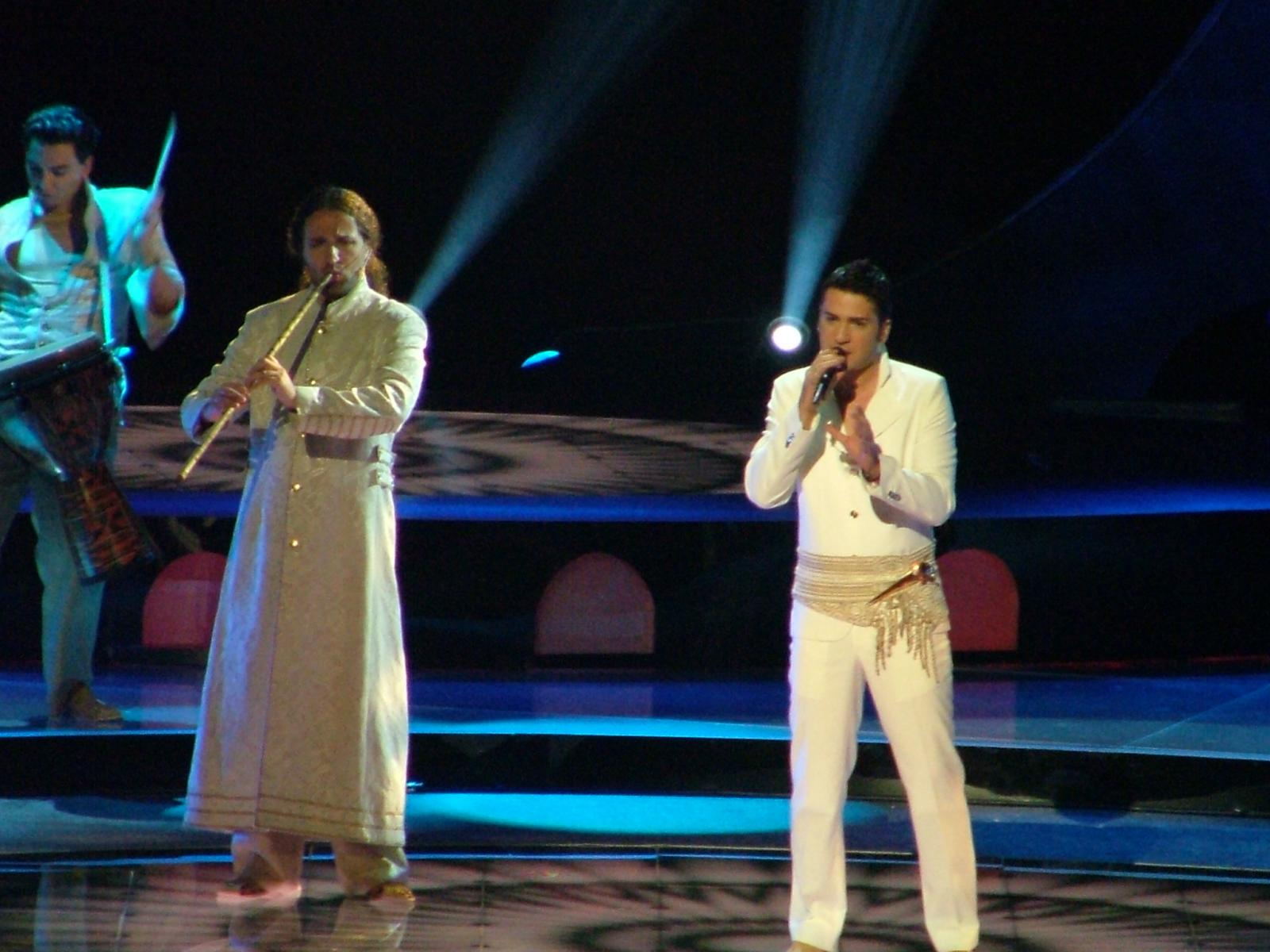
Željko Joksimović a Istanbul (2004)